# Punkabilly
Punkabilly bezeichnet die Vermischung von Punk-Rock- und Rockabilly-Elementen.
Der Ursprung des Punkabilly liegt in den 1970er Jahren bei der New Yorker Gruppe The Cramps. Zumeist wurde Punkabilly in den 1980er Jahren jedoch für Gruppen wie Demented Are Go oder Mad Sin, welche aus dem Psychobilly-Umfeld stammten, gebraucht. Bei diesen Bands spielten Rockabilly-Einflüsse eine geringere Rolle, weshalb diese im Gegensatz zu Bands wie The Meteors nicht als „Pure Psychobilly“ galten.
Seit den 1990er-Jahren setzte sich Punkabilly jedoch als allgemeiner Überbegriff für ein Genre durch, das von „punkigerem“ Psychobilly (auch 'Hellbilly' genannt) über extrem poppige Musik (z. B. Horrorpops, The Living End, Tiger Army) bis hin zu Arrangements in kompletter Big-Band-Besetzung (The Kings of Nuthin') auf der Basis von Punk und Rockabilly eine große Bandbreite von Einflüssen in sich vereint.

## Spielweise
Punkabilly zeichnet sich meistens dadurch aus, dass die Gitarre nicht nur einen bestimmten Rhythmus in Form von Powerchords, wie es beim Punk meistens üblich ist, sondern größtenteils soloartige Parts spielt.  	
Das Schlagzeug spielt dabei meistens, wie es auch beim Rockabilly üblich ist, eine Abwandlung eines schlichten Two Beats. 
Häufig werden die gleichen Instrumente wie beim Rockabilly verwendet: ein Kontrabass, ein Schlagzeug und eine oder zwei Gitarren, die oft semi-akustisch sind, wobei man auch öfter eine Telecaster sehen kann. Besonders der Gebrauch des Kontrabasses als Slap-Bass ist für das Selbstverständnis der meisten Bands als "Punkabilly-Band" extrem wichtig.

## Bands des Genres
- The Peacocks
- Heartbreak Engines
- The Living End
- Sewer Rats
- Mad Sin
- Shark Soup
- Barnyard Ballers
- The Cramps
- Thee Flanders
- Gangnails
- Godless Wicked Creeps
- Horrorpops
- The Kings of Nuthin'
- Nekromantix
- Bloodsucking Zombies from Outer Space
- Motel Transylvania